# Беллен (Німеччина)
Беллен (нім. Böllen) — громада в Німеччині, знаходиться в землі Баден-Вюртемберг. Підпорядковується адміністративному округу Фрайбург. Входить до складу району Леррах.
Площа — 5,67 км2. Населення становить 107 ос. (станом на 31 грудня 2020).